# Fundación Cartier
La Fundación Cartier (en francés: Fondation Cartier) es el nombre de un edificio parisino, sede de la Fundación Cartier para el Arte Contemporáneo (Fondation Cartier pour l'art contemporain). Está situado en el bulevar Raspail del barrio parisino de Montparnasse, Francia, y fue inaugurado en 1994. El edificio fue diseñado por el arquitecto francés Jean Nouvel, y llama la atención por tener fachadas de vidrio que sobresalen por los laterales y por la parte superior de los límites del edificio. Estas fachadas agrandadas que integran los árboles del jardín del edificio hacen que la percepción de los límites del edificio sea difusa.

## La fundación
La Fundación Cartier para el Arte Contemporáneo fue creada en 1984. Se dedica a la promoción y subvención de la creación artística contemporánea internacional, con especial énfasis en el descubrimiento de nuevos talentos tanto franceses como extranjeros. Cubre los campos de la pintura, la escultura, el vídeo, el sonido, la fotografía y el diseño. La fundación posee una importante colección permanente y organiza exposiciones temporales, espectáculos y conferencias. También edita libros y catálogos. Fue creada por la empresa Cartier SA, líder en artículos de lujo de joyería y relojería, con sede en París.

## Datos arquitectónicos
El solar donde se ubica la Fundación Cartier tiene un jardín con 200 especies de plantas y 35 especies de árboles, entre los cuales permanece un cedro plantado en 1825 por el escritor romántico Chateaubriand. El jardín fue diseñado por el artista alemán Lothar Baumgarten. Siguiendo la línea de la acera (tal y como dicta la normativa de urbanismo de París) hay un muro de vidrio de considerable altura que no tapa nada y que sigue la línea de cornisa del edificio colindante. Tiene una puerta corredera y, donde éste acaba, hay adosada a una valla de chapa de metal que delimita solar del edificio.
Detrás de este muro están los árboles históricos y un pequeño jardín con plantas autóctonas de Francia, algunas de las cuales protegidas por su gran valor ecológico. Constituyen así un auténtico jardín botánico. Tras la línea de vegetación se sitúa el edificio. Tiene ocho plantas situadas sobre el nivel del suelo, otras ocho subterráneas, todas ellas con forma rectangular. Las que están bajo el nivel del suelo sirven como aparcamiento, al cual se accede mediante dos ascensores de automóviles situados al exterior del inmueble, en frente de la fachada que da a la calle.
Tanto en la fachada que da a la calle como su opuesta (la que es su paralela) tienen una superficie mayor a la necesaria para cubrir el edificio, extendiéndose por la derecha, izquierda y por la parte superior. De esta manera, Nouvel consigue hacer que su edificio tenga cuatro «alas», dos adelante y dos detrás, creando así unos límites imprecisos. Todas las fachadas son de cristal liso, constituidas por ventanas ordenadas por una retícula ortogonal. Algunas de éstas tienen persianas exteriores abatibles.
En la fachada opuesta a la calle hay tres ascensores exteriores que comunican todas las plantas del edificio, y en cada parte saliente de dicha fachada hay una escalera de incendio, ambas diferentes entre sí. Las partes salientes de la fachada que da a la calle tienen estructuras de arriostramiento en cada planta, al igual que sucede con el muro que está en la línea de acera, el cual tiene una serie de enormes barras unidas al edificio que arriostran y otras estructuras integradas en el propio muro con la misma función.
La planta baja tiene unas paredes exteriores de cristal móviles que se pueden quitar para hacer de ella una planta abierta al exterior. El entramado de estructuras de arriostramiento, unido al conjunto de paredes de vidrio exteriores y a los árboles situados entre el edificio y el muro de la acera, crean un espacio de poca definición y falto de límites precisos muy buscado por Nouvel y típico de sus obras. Según dice el propio arquitecto, esta atmósfera conseguida la crea «Para dar impresión de ligereza y virtualidad». Hablando de las fachadas apunta que «Se extienden más allá del edificio negando un volumen sólido».